# Indywidualne Mistrzostwa Wielkiej Brytanii na Żużlu 1972
Indywidualne mistrzostwa Wielkiej Brytanii na żużlu – cykl turniejów żużlowych mających wyłonić najlepszych żużlowców brytyjskich w 1972 roku. Tytuł wywalczył Ivan Mauger z Belle Vue Aces. 

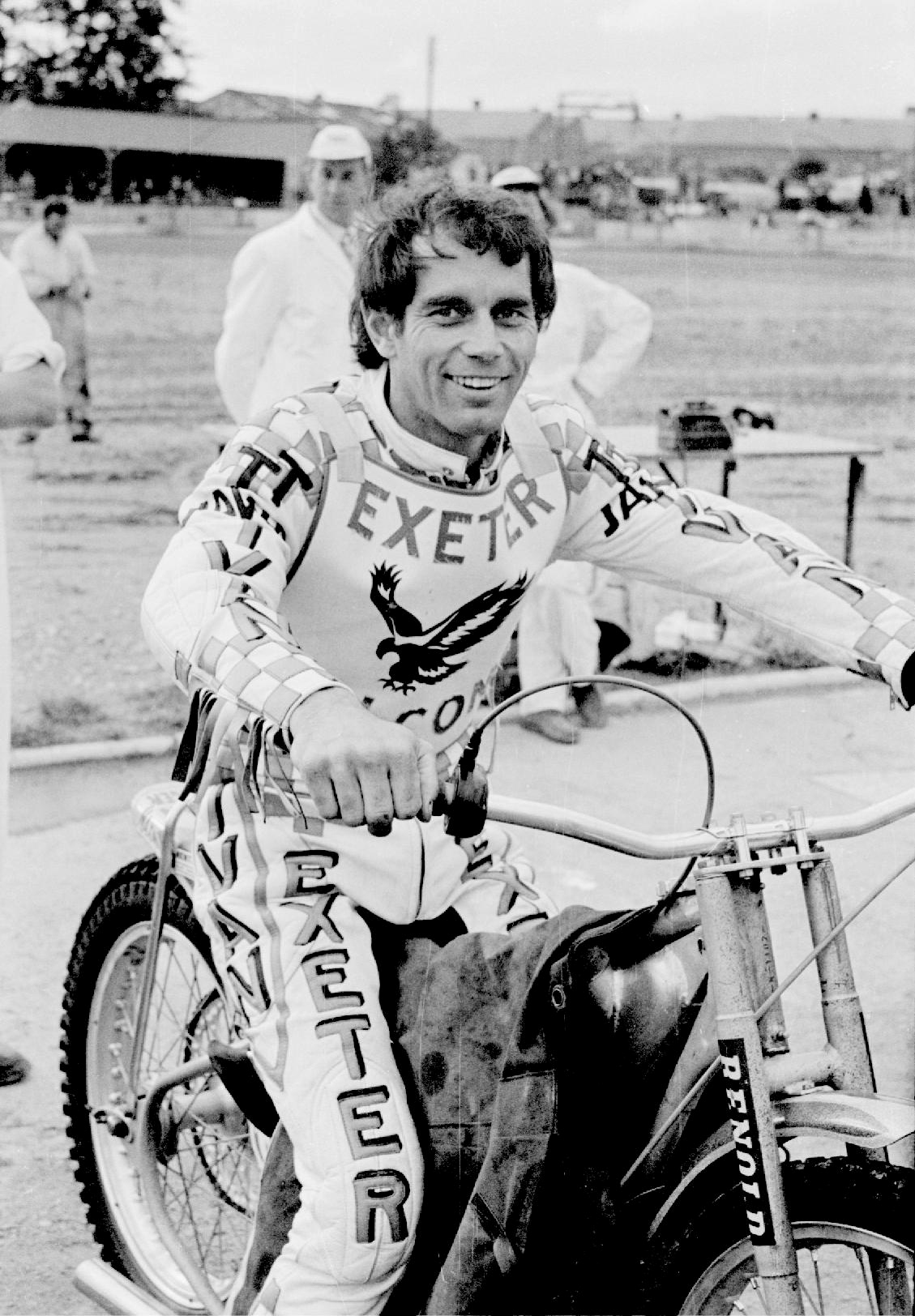
Ivan Mauger - mistrz Wielkiej Brytanii 1972

## Wyniki

### Półfinał pierwszy
- 20 czerwca 1972 r. (wtorek),  Leicester

| Msc. | Zawodnik           | Klub              | Pkt  |  |  |
| ---- | ------------------ | ----------------- | ---- |  |  |
| 1    | Terry Betts        | King’s Lynn Stars | 14+3 |  |  |
| 2    | Ronnie Moore       | Wimbledon Dons    | 14+2 |  |  |
| 3    | Arnold Haley       |                   | 13   |  |  |
| 4    | Garry Middleton    | Oxford Cheetahs   | 12   |  |  |
| 5    | Barry Briggs       | Swindon Robins    | 11   |  |  |
| 6    | John Louis         | Ipswich Witches   | 8    |  |  |
| 7    | Trevor Hedge       | Wimbledon Dons    | 8    |  |  |
| 8    | Nigel Boocock      | Coventry Bees     | 6    |  |  |
| 9    | Geoff Curtis       |                   | 6    |  |  |
| 10   | Chris Pusey        |                   | 6    |  |  |
| 11   | Phil Crump         | King’s Lynn Stars | 4    |  |  |
| 12   | Dave Younghusband  |                   | 4    |  |  |
| 13   | Bobby Beaton       |                   | 2    |  |  |
| 14   | Pete Smith         | Poole Pirates     | 2    |  |  |
| 15   | Tony Clarke        |                   | 1    |  |  |
| 16   | Howard Cole        |                   | 0    |  |  |
|      | rez. George Hunter |                   | 8    |  |  |

Awans: 8 do finału

### Półfinał drugi
- 20 czerwca 1972 r. (wtorek),  Sheffield

| Msc. | Zawodnik       | Klub                   | Pkt |  |  |
| ---- | -------------- | ---------------------- | --- |  |  |
| 1    | Ivan Mauger    | Belle Vue Aces         | 15  |  |  |
| 2    | Jim McMillan   |                        | 13  |  |  |
| 3    | John Boulger   | Leicester Lions        | 12  |  |  |
| 4    | Martin Ashby   | Swindon Robins         | 10  |  |  |
| 5    | Ray Wilson     | Leicester Lions        | 10  |  |  |
| 6    | Eric Boocock   | Halifax Dukes          | 10  |  |  |
| 7    | Dave Jessup    |                        | 9   |  |  |
| 8    | Peter Collins  | Belle Vue Aces         | 9   |  |  |
| 9    | Norman Hunter  |                        | 9   |  |  |
| 10   | Tony Lomas     |                        | 4   |  |  |
| 11   | Bob Kilby      | Exeter Falcons         | 4   |  |  |
| 12   | John Harry     |                        | 4   |  |  |
| 13   | Bob Andrews    | Cradley Heath Heathens | 4   |  |  |
| 14   | Barry Thomas   | Hackney Hawks          | 3   |  |  |
| 15   | Mick Bell      |                        | 2   |  |  |
| 16   | Mike Broadbank |                        | 2   |  |  |

Awans: 8+1 do finału

### Finał
- 2 sierpnia 1972 r. (środa),  Coventry

| Msc. | Zawodnik           | Klub              | Pkt |  |  |
| ---- | ------------------ | ----------------- | --- |  |  |
| 1    | Ivan Mauger        | Belle Vue Aces    | 14  |  |  |
| 2    | Nigel Boocock      | Coventry Bees     | 12  |  |  |
| 3    | Barry Briggs       | Swindon Robins    | 11  |  |  |
| 4    | John Louis         | Ipswich Witches   | 11  |  |  |
| 5    | Eric Boocock       | Halifax Dukes     | 10  |  |  |
| 6    | Jim McMillan       |                   | 10  |  |  |
| 7    | Terry Betts        | King’s Lynn Stars | 9   |  |  |
| 8    | Ray Wilson         | Leicester Lions   | 7   |  |  |
| 9    | Dave Jessup        |                   | 7   |  |  |
| 10   | John Boulger       | Leicester Lions   | 7   |  |  |
| 11   | Martin Ashby       | Swindon Robins    | 6   |  |  |
| 12   | Arnold Haley       |                   | 5   |  |  |
| 13   | Garry Middleton    | Oxford Cheetahs   | 4   |  |  |
| 14   | Peter Collins      | Belle Vue Aces    | 3   |  |  |
| 15   | Trevor Hedge       | Wimbledon Dons    | 2   |  |  |
| 16   | Ronnie Moore       | Wimbledon Dons    | 2   |  |  |
|      | rez. Norman Hunter |                   | 0   |  |  |